# Sigy-le-Châtel
Sigy-le-Châtel ist eine französische Gemeinde mit 105 Einwohnern (Stand: 1. Januar 2022) im Département Saône-et-Loire in der Region Bourgogne-Franche-Comté (vor 2016 Bourgogne). Die Gemeinde gehört zum Arrondissement Mâcon und zum Kanton Cluny.

## Geografie
Sigy-le-Châtel liegt etwa 40 Kilometer nordwestlich von Mâcon und etwa 34 Kilometer südwestlich von Chalon-sur-Saône.
Nachbargemeinden von Sigy-le-Châtel sind Saint-Huruge im Norden, Saint-Ythaire im Osten und Nordosten, Bonnay im Osten und Südosten, Sailly im Süden, Passy im Südwesten, Saint-Marcelin-de-Cray im Westen sowie Saint-Martin-la-Patrouille im Nordwesten.

## Bevölkerungsentwicklung
| Jahr                      | 1962 | 1968 | 1975 | 1982 | 1990 | 1999 | 2006 | 2011 | 2016 |
| Einwohner                 | 154  | 123  | 112  | 102  | 115  | 103  | 100  | 87   | 100  |
| Quelle: Cassini und INSEE |      |      |      |      |      |      |      |      |      |

## Sehenswürdigkeiten
- Kirche Saint-Symphorien
- Burgruine Sigy-le-Châtel
- Haus Monnier aus dem 18. Jahrhundert, Monument historique seit 2009
- Wassermühle von Pras, um 1380 erbaut

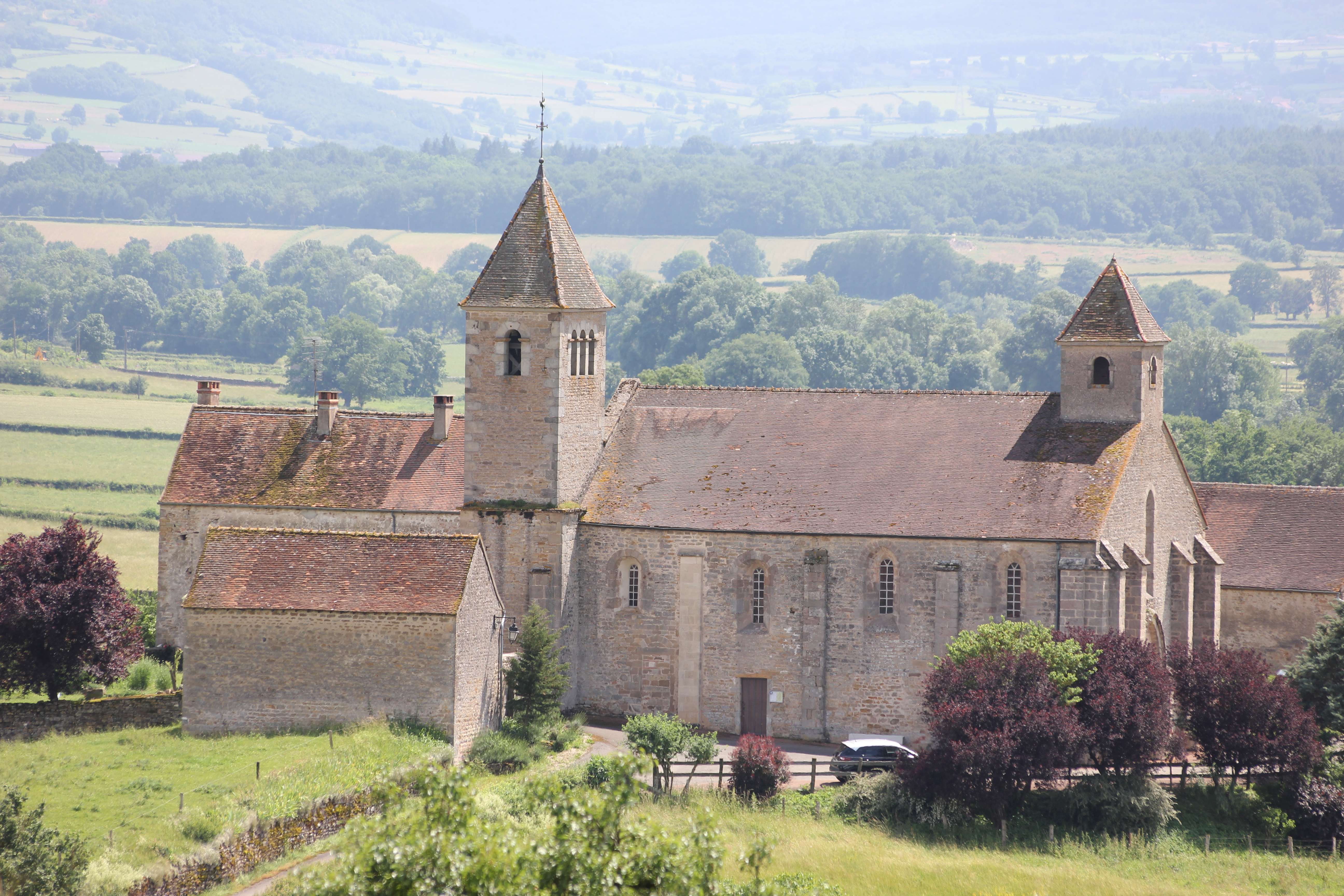
Kirche Saint-Symphorien
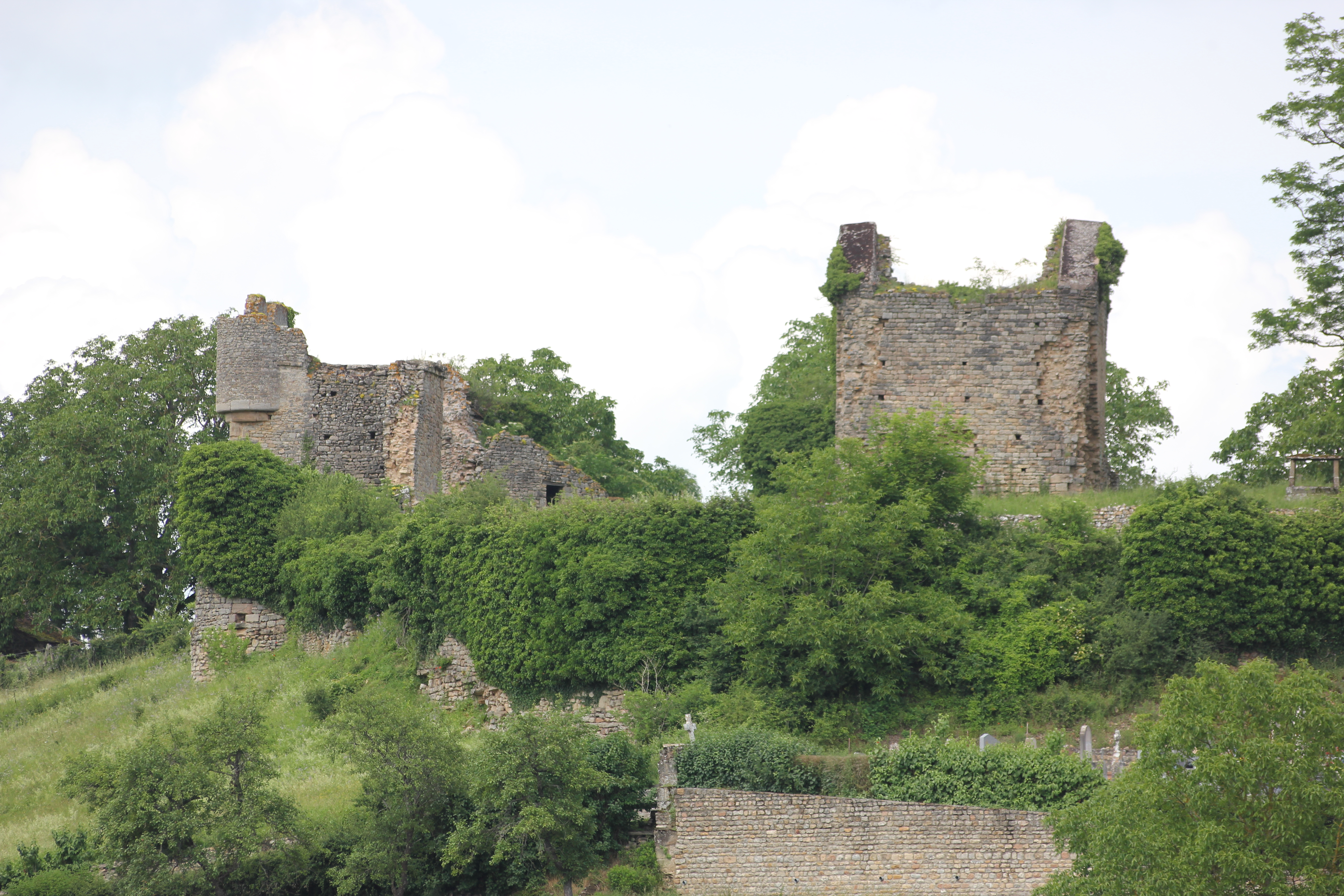
Burgruine
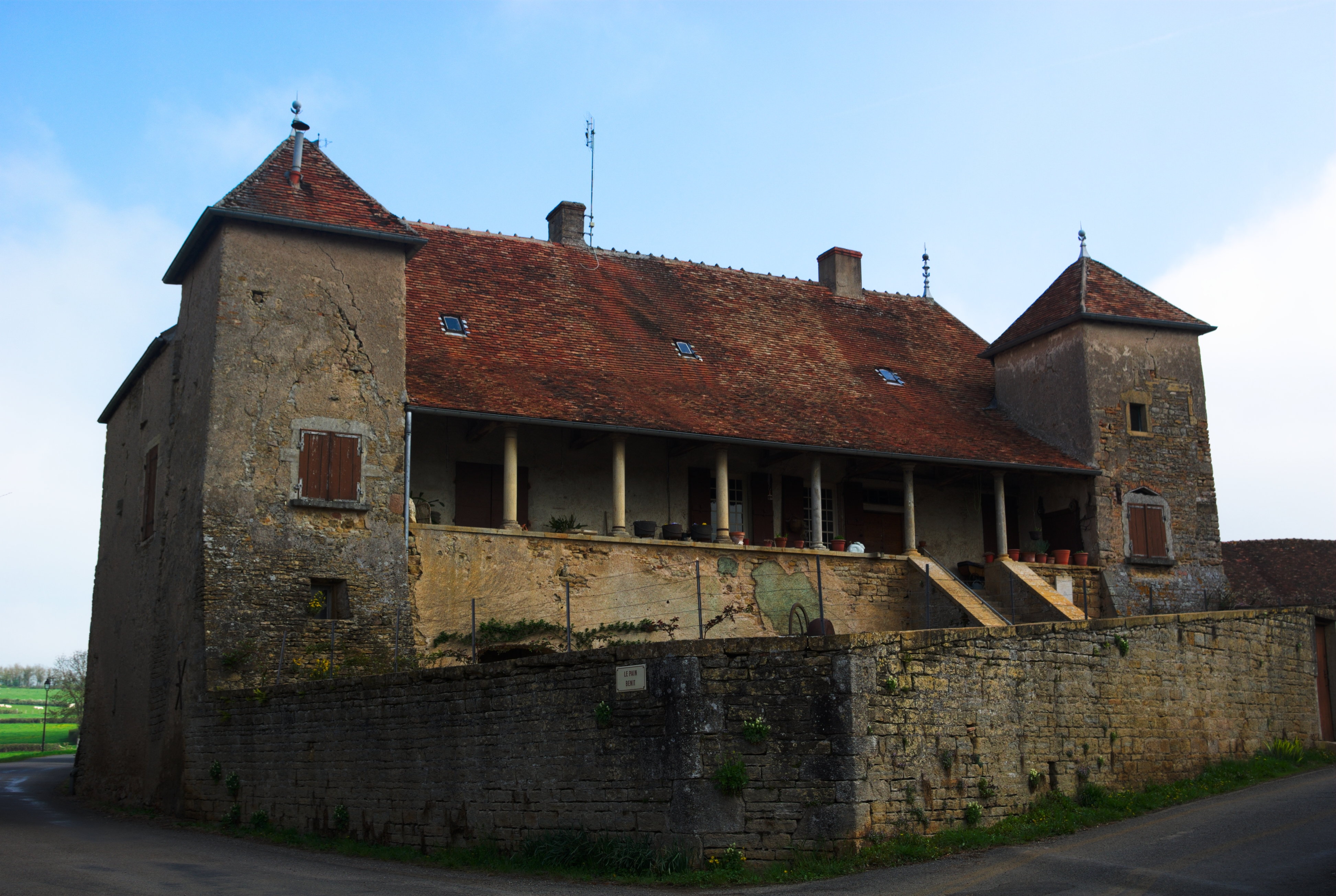
Haus Monnier